# Arctium lappa

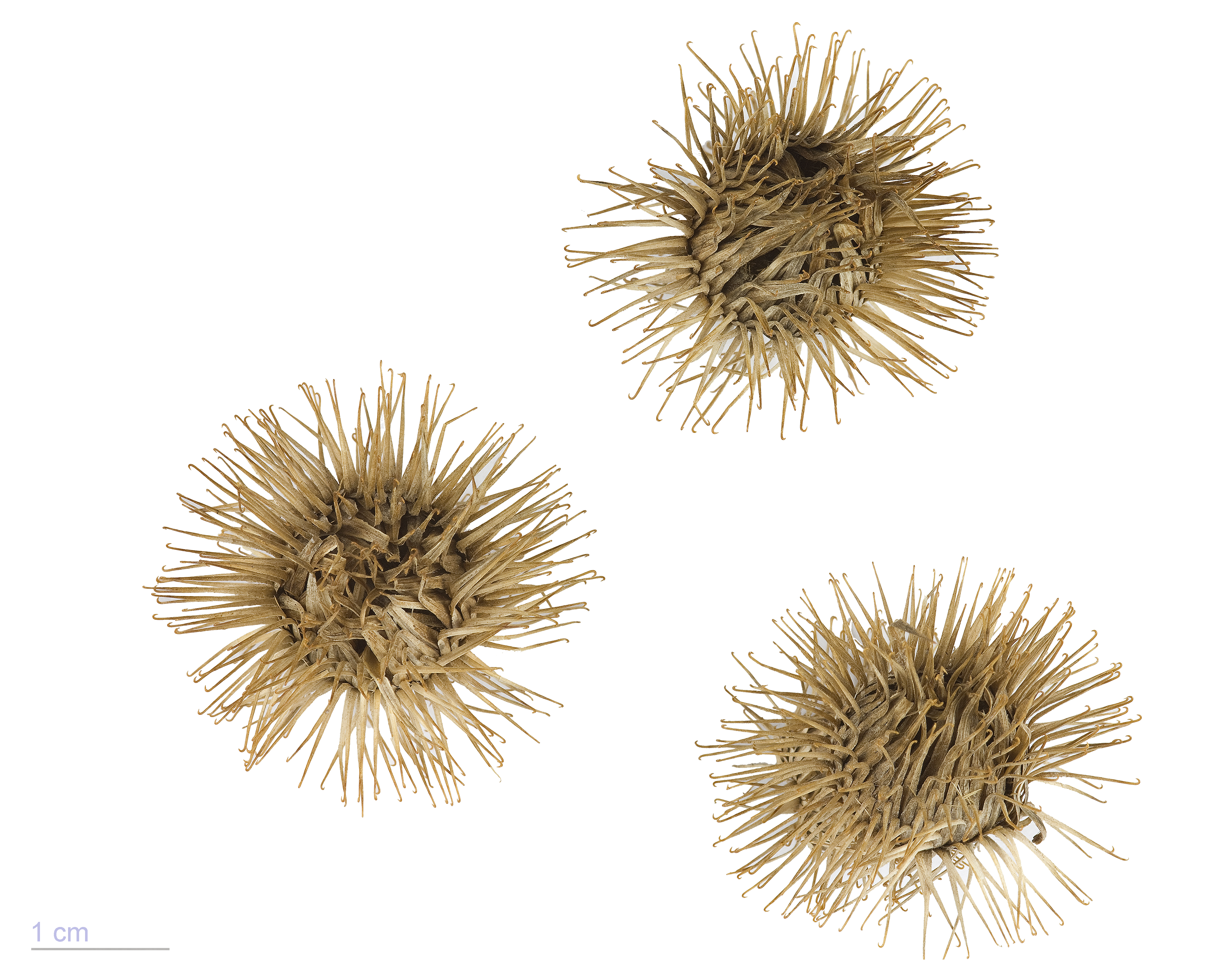
Arctium lappa - MHNT

A bardana (Arctium lappa) é uma planta originária da Eurásia e difundida na América. Prolifera em baldios, bermas de caminhos, e próxima de zonas habitadas.
A fama da bardana vem de muito tempo: os gregos a utilizavam como medicamento, e na Idade Média era incluída em várias formulações destinadas à cura. Algumas referências sugerem que o seu nome científico Arctium lappa deriva do grego "arctos" (urso) e "lambanô" (eu tomo), em alusão ao aspecto peludo que apresenta.
Valorizada como medicinal desde a Antiguidade, a bardana nunca teve essa fama contestada. Todas as partes da planta eram usadas de alguma forma como medicamento: as folhas, por exemplo, eram bem amassadas e aplicadas em cataplasmas para tratar inúmeras doenças de pele, em razão de sua ação bactericida. O uso atualmente tem respaldo científico: estudos comprovam as suas propriedades antissépticas. Também foram bem difundidos seus poderes contra picadas de insetos e aranhas por sua propriedade de acalmar a dor (ação anestésica) e evitar a tumefação do local (ação anti-inflamatória).
No Brasil, especialmente no Sudeste e no Sul, devido à influência dos imigrantes japoneses, a bardana é utilizada também na culinária, podendo ser encontrada em algumas feiras livres, embora ainda não tenha sido muito difundida.  No Japão é mais utilizada que a própria cenoura na culinária do dia-a-dia. Podemos preparar tempurás, sopas, refogá-la apenas em óleo de soja, cozinhá-la junto com arroz, colocá-la em refogados de carne, etc. Uma preparação particularmente interessante é uma espécie de conserva: descasque a raiz crua, raspando com a faca, lave, corte em bastonetes ou em filetes e mergulhe em pasta de soja (missô) e coloque na geladeira. Fica pronto no dia seguinte e mantém-se próprio para consumo por vários dias, como qualquer conserva. Ótimo para complementar o arroz branco, e excelente tira-gosto.